# قرار مجلس الأمن التابع للأمم المتحدة رقم 771
قرار مجلس الأمن التابع للأمم المتحدة رقم 771، المتخذ بالإجماع في 13 آب / أغسطس 1992، بعد إعادة التأكيد على القرارات 713 (1991)، 721 (1991)، 724 (1991)، 727 (1992)، 740 (1992)، 743 (1992)، 749 (1992)، 752 (1992)، 757 (1992)، 758 (1992)، 760 (1992)، 761 (1992)، 762 (1992)، 764 (1992)، 769 (1992) و770 (1992)، أعرب المجلس عن القلق وإدان الانتهاكات الواسعة النطاق للقانون الإنساني الدولي في إقليم يوغوسلافيا السابقة، ولا سيما البوسنة والهرسك.
وأشار القرار إلى حالات «الطرد القسري الجماعي» للمدنيين وترحيلهم، والانتهاكات في مراكز الاحتجاز، والهجمات المتعمدة على غير المحاربين، والمستشفيات وسيارات الإسعاف التي أعاقت إيصال المساعدات الإنسانية إلى المناطق المتضررة. وأدان المجلس بشدة الانتهاكات، بما في ذلك التطهير العرقي (أول قرار من هذا النوع يفعل ذلك)، وطالب جميع الأطراف بالكف عن انتهاك القانون الدولي. وطالب كذلك للمنظمات الدولية، وخاصة اللجنة الدولية للصليب الأحمر، بالسماح لها بالوصول الفوري وغير المقيد إلى المعسكرات والسجون ومراكز الاحتجاز.
ثم دعا القرار الدول الأعضاء والمنظمات الدولية إلى جمع المعلومات المتعلقة بانتهاكات القانون الإنساني واتفاقيات جنيف وإتاحتها للمجلس. وطلب من الأمين العام بطرس بطرس غالي جمع المعلومات وتلخيصها في تقرير يقدم توصيات قد تكون استجابة مناسبة للمعلومات.
أخيرًا، قرر المجلس بموجب الفصل السابع، مما يجعله قابلاً للإنفاذ قانونًا، وطالب جميع الأطراف والقوات العسكرية الموجودة في يوغوسلافيا السابقة والبوسنة والهرسك بالامتثال للشروط المنصوص عليها في القرار الحالي، وإلا سينظر المجلس في اتخاذ مزيد من الإجراءات. تم إنشاء لجنة خبراء بموجب القرار 780 لتقييم المعلومات التي تم جمعها.

## روابط خارجية
- نص القرار في undocs.org